# Leorda
Leorda is een Roemeense gemeente in het district Botoșani.
Leorda telt 2736 inwoners.